# Arthur C. Danto
Arthur Coleman Danto (Ann Arbor, Míchigan, 1 de enero de 1924 - 25 de octubre de 2013) fue profesor de filosofía de los Estados Unidos, teórico de la filosofía del arte del siglo XX, además de un crítico de arte.

## Datos generales
Nació en Ann Arbor, Míchigan, en 1924, y creció en Detroit. Después de pasar dos años en la Armada estudió arte e historia en la Wayne University (ahora Universidad Estatal Wayne) para luego seguir sus estudios de graduación en filosofía, en la Universidad de Columbia. Desde 1949 a 1950, estudió en París con una beca Fulbright (Maurice Merleau-Ponty), y en 1951 regresó a enseñar en Columbia, donde ejerció como profesor en el Departamento de Filosofía hasta 1992, año en el que fue nombrado profesor emérito.

## Pensamiento
Parte de la celebridad alcanzada por Danto está basada en su tesis sobre el "fin del arte" en el horizonte contemporáneo de la cultura. Para fundamentar su postura acudía a la meditación hegeliana sobre la muerte del arte en el contexto de su Estética. Hacia 1981 fue reformulando su tesis y abogó por el "fin de la historia del arte", que Tomàs Llorens relaciona con la proclama de Fukuyama. Promovió la obra de artistas vanguardistas como Andy Warhol y teorizó sobre el fin del "fetichismo" de la belleza. Estaba considerado el filósofo analítico más importante en temas de estética, aunque sus posturas son discutibles (ver Danto and his critics, por ejemplo). A la pregunta de ¿cómo se distingue un objeto de arte de uno meramente funcional? Danto responde abandonando las coordenadas de la historia del arte en favor de las de la sociología. Para él, la obra de arte no lo es por ninguna cualidad intrínseca, sino por encuadrarse dentro del "mundo artístico", colectivo en el que participan, por supuesto, los propios creadores, pero también los críticos, historiadores, museístas y marchantes que lo integran. Si esta acepta algo como arte, entonces es arte. El marco interpretativo de Danto fue difundido bajo el marbete de Teoría Institucional del Arte y sigue ejerciendo gran influencia, sobre todo a partir de la obra de George Dickie. "Intento explicar, desde el punto de vista de la historia del arte, por qué se fue la belleza y nunca más volvió", explicaba durante la presentación en España de su libro El abuso de la belleza (Paidós, 2005). "La belleza, para el arte, es una opción, no una condición necesaria".

## Filosofía
Danto alcanzó notoriedad por su trabajo en estética filosófica, aunque incursionó en otras áreas como la filosofía de la historia, las teorías de la representación, la psicología filosófica, la estética de Hegel y los filósofos Maurice Merleau-Ponty y Arthur Schopenhauer.

## Crítica de arte
Fue crítico de arte de The Nation, y también publicó numerosos artículos en otros diarios. Además, era editor en el prestigioso Journal on Philosophy y editor colaborativo de Naked Punch Review y  Artforum. En crítica de arte, publicó algunas colecciones de ensayos, incluidos: Encounters and Reflections: Art in the Historical Present (Farrar, Straus & Giroux, 1990), con el cual ganó el National Book Critics Circle Prize for Criticism en 1990; Beyond the Brillo Box: The Visual Arts in Post-Historical Perspective (Farrar, Straus & Giroux, 1992); Playing With the Edge: The Photographic Achievement of Robert Mapplethorpe (University of California, 1995); The Madonna of the Future: Essays in a Pluralistic Art World (Farrar, Straus & Giroux, 2000) y Unnatural Wonders: Essays from the Gap Between Art and Life.

## Honores
Fue beneficiario de muchos premios y becas, incluidos de Guggenheim Fellowships, ACLS, y Fulbright, y tuvo cargos como Vicepresidente y Presidente de la American Philosophical Association, al igual que Presidente de la American Society for Aesthetics. Era además socio de la American Academy of Arts and Sciences.

## Libros
Danto era autor de numerosos libros de arte y filosofía, incluidos:
- Nietzsche as Philosopher (1965)
- What Philosophy Is (1968)
- Analytical Philosophy of Action (1973)
- Jean-Paul Sartre (1975)
- The Transfiguration of the Commonplace (1981)
- Narration and Knowledge (1985) - Including earlier book Analytical Philosophy of History (1965)
- Mysticism and Morality: Oriental Thought and Moral Philosophy (1987)
- Connections to the World: The Basic Concepts of Philosophy (1997)
- After the End of Art (1997)
- The Abuse of Beauty (2003)
- Red Grooms (2004)
- Andy Warhol (2009)

## Selección de ensayos
- The State of the Art (1987)
- Encounters and Reflections: Art in the Historical Present (1990)
- Beyond the Brillo Box: The Visual Arts in Post-Historical Perspective (1992)
- Playing With the Edge: The Photographic Achievement of Robert Mapplethorpe (1995)
- The Wake of Art: Criticism, Philosophy, and the Ends of Taste (1998)
- The Madonna of the Future: Essays in a Pluralistic Art World (2000)
- Philosophizing Art: Selected Essays (2001)
- The Body/Body Problem: Selected Essays (2001)
- The Philosophical Disenfranchisement of Art (2004)
- Unnatural Wonders: Essays from the Gap Between Art and Life (2007)

## Obras traducidas al español
- El fin del arte (1997)
- La transfiguración del lugar común (2002)
- La Madonna del futuro (2003)
- Más allá de la caja Brillo: Las artes visuales desde una perspectiva poshistórica (Paidós, 2003).
- El abuso de la belleza (Paidós, 2005).
- Después del fin del arte (Paidós, 2012).
- Qué es el arte (Paidós, 2013)